# Dani Flow
Víctor Daniel Ayala Valladares (Irapuato, Guanajuato; 15 de enero de 1996), conocido artísticamente como Dani Flow, es un cantante y compositor mexicano. Se caracteriza por sus letras sexualmente explícitas, tales como «Reggaeton Champagne», en colaboración de Bellakath, se viralizaron en redes sociales y plataformas digitales.

## Biografía

### Primeros años
Ayala nació el 15 de enero de 1996 en Irapuato, Guanajuato. Su sueño siempre fue ser un artista de reguetón, debido a que en 2004 se inspiró en la canción «Baila Morena» de Héctor & Tito. En ese mismo año, escribió su primera canción tras un viaje a Canadá como desahogo, ya que extrañaba a su familia.
Está casado con Jocelyn Lino con quien tiene una hija, y tuvo una relación poliamorosa con Valeria Zepeda hasta su ruptura el 9 de febrero de 2025,.

### Carrera
Inició su carrera muy joven; a los 10 años compuso su primer tema y a los 14 grabó su primer sencillo llamado «Dándote placer».
En 2016, participó en un concurso para ser narrador de las Chivas de Guadalajara, debido a su afición que tiene por este equipo, terminando en la séptima posición. Aun así, no abandonó su pasión, ya que en 2020 realizó una canción llamada «Las Chivas». Después, participó en batallas de freestyle pero a partir de 2019 las dejó para enfocarse en el reguetón firmando con Universal Music. En el año 2020, colaboró con el músico de reguetón Deny Kotasek, sacando dos sencillos, «Doble D» y «Bebecita»; y en 2024 con Bellakath en su sencillo «Raggaeton Champagne».
En 2023, se presentó en el Flow Fest, y en diciembre del mismo año anunció la gira El Rey del Morbo Tour en las principales ciudades de México.

### Controversias
En noviembre de 2023, el cantante confirmo que además de tener un matrimonio con Jocelyn Lino, también, junto a cónyuge, tenía una relación con Valeria Zepeda, es decir, un poliamor, con quienes los tres en el Coca Cola Flow Fest tuvieron un beso. Además, en marzo de 2024, el cantante mediante el Pepsi Center WTC anunció su embarazo con su pareja Valeria Zepeda, esto fue criticado por las personas, además de burlas en la red social TikTok.
En enero de 2024, fue criticado de «normalizar la pedofilia», debido a un verso de free style realizado en 2019 donde decía «no tocaría a mi hija, pero sí a sus compañeras de secundaria», tras este comentario su hija fue expulsada del kinder al que asistía y Dani Flow pidió disculpas.
También en enero de 2024, el cantante realizó en un podcast opiniones acerca del caso de abuso sexual que sufrió la youtuber Nath Campos por parte de su colega Rix y de las protestas sobre el feminismo. El cantante, quien además era un conocido de Rix, declaró que «si fue una pendejada por lo que lo metieron a la cárcel», comentario del que fue objeto de críticas que le hicieron cerrar su cuenta de Twitter y la popularidad de sus canciones bajó.

## Discografía

### Sencillos
| Año  | Sencillo                                      | Álbum               |
| ---- | --------------------------------------------- | ------------------- |
| 2017 | «Dándote placer»                              | Sencillos sin álbum |
| 2017 | «Salvaje»                                     | Sencillos sin álbum |
| 2017 | «Lo más grande de México»                     | Sencillos sin álbum |
| 2019 | «Gratis»                                      | Sencillos sin álbum |
| 2020 | «Doble d» / «Bebecita» (junto a Deny Kotasek) | Sencillos sin álbum |
| 2020 | «Gracias por fallarme»                        | Sencillos sin álbum |
| 2020 | «Te parto»                                    | Sencillos sin álbum |
| 2020 | «Las chivas»                                  | Sencillos sin álbum |
| 2021 | «25 años, calidad»                            | Sencillos sin álbum |
| 2021 | «Vector»                                      | Sencillos sin álbum |
| 2021 | «Te vi»                                       | Sencillos sin álbum |
| 2021 | «Ok»                                          | Sencillos sin álbum |
| 2022 | «Trépate 2»                                   | Sencillos sin álbum |
| 2023 | «Las que no tienen papá»                      | Sencillos sin álbum |
| 2023 | «Ñero Session 5»                              | Sencillos sin álbum |
| 2023 | «Tirando Flow Sesh #11»                       | Sencillos sin álbum |
| 2023 | «Abre las patotas»                            | Sencillos sin álbum |
| 2023 | «Otro show»                                   | Sencillos sin álbum |
| 2023 | «Qué rollito primavera»                       | Sencillos sin álbum |
| 2023 | «Reggaeton Champagne» (con Bellakath)         | Kittyponeo          |
| 2023 | «Espantan»                                    | Sencillos sin álbum |
| 2023 | «Martillazo»                                  | Sencillos sin álbum |
| 2023 | «Turbo»                                       | Sencillos sin álbum |
| 2023 | «Ten»                                         | Sencillos sin álbum |
| 2024 | «Me vengo en tu boca»                         | Sencillos sin álbum |
| 2024 | «Perreando machín»                            | Sencillos sin álbum |